# Danh sách đội tuyển quốc gia không tham dự Cúp bóng đá châu Á
Đây là danh sách các đội tuyển bóng đá quốc gia không tham dự Cúp bóng đá châu Á theo thứ tự bảng chữ cái.

## Các quốc gia đã không đủ điều kiện cho Cúp bóng đá châu Á
Chú thích
- •  — Không vượt qua vòng loại
- ×  — Không tham dự / Rút lui từ Cúp bóng đá châu Á / Bị cấm

Đối với mỗi giải đấu, số lượng các đội tuyển trong mỗi giải đấu vòng chung kết (trong dấu ngoặc đơn) được hiển thị.
| Đội tuyển   | 1956 (4)                 | 1960 (4)                 | 1964 (4)                 | 1968 (5)                 | 1972 (6)                 | 1976 (6)               | 1980 (8)               | 1984 (8)               | 1988 (8)               | 1992 (8)               | 1996 (12)              | 2000 (12) | 2004 (16)         | 2007 (16)         | 2011 (16)         | 2015 (16)         | 2019 (24)         | Nỗ lực |
| ----------- | ------------------------ | ------------------------ | ------------------------ | ------------------------ | ------------------------ | ---------------------- | ---------------------- | ---------------------- | ---------------------- | ---------------------- | ---------------------- | --------- | ----------------- | ----------------- | ----------------- | ----------------- | ----------------- | ------ |
| Afghanistan | ×                        | ×                        | ×                        | ×                        | ×                        | •                      | •                      | •                      | ×                      | ×                      | ×                      | ×         | •                 | ×                 | •                 | •                 | •                 | 7      |
| Bhutan      | ×                        | ×                        | ×                        | ×                        | ×                        | ×                      | ×                      | ×                      | ×                      | ×                      | ×                      | •         | •                 | ×                 | •                 | •                 | •                 | 4      |
| Brunei      | ×                        | ×                        | ×                        | ×                        | •                        | •                      | ×                      | ×                      | ×                      | ×                      | ×                      | •         | •                 | ×                 | •                 | •                 | •                 | 7      |
| Guam        | ×                        | ×                        | ×                        | ×                        | ×                        | ×                      | ×                      | ×                      | ×                      | ×                      | •                      | •         | •                 | ×                 | •                 | •                 | ×                 | 5      |
| Kazakhstan  | Một phần của Liên Xô     | Một phần của Liên Xô     | Một phần của Liên Xô     | Một phần của Liên Xô     | Một phần của Liên Xô     | Một phần của Liên Xô   | Một phần của Liên Xô   | Một phần của Liên Xô   | Một phần của Liên Xô   | Một phần của Liên Xô   | •                      | •         | Một phần của UEFA | Một phần của UEFA | Một phần của UEFA | Một phần của UEFA | Một phần của UEFA | 2      |
| Lào         | ×                        | ×                        | ×                        | ×                        | ×                        | ×                      | ×                      | ×                      | ×                      | ×                      | ×                      | •         | •                 | ×                 | ×                 | •                 | •                 | 4      |
| Ma Cao      | ×                        | ×                        | ×                        | ×                        | ×                        | ×                      | •                      | ×                      | ×                      | •                      | •                      | •         | •                 | ×                 | ×                 | •                 | •                 | 8      |
| Maldives    | ×                        | ×                        | ×                        | ×                        | ×                        | ×                      | ×                      | ×                      | ×                      | ×                      | •                      | •         | •                 | ×                 | •                 | •                 | •                 | 6      |
| Mông Cổ     | ×                        | ×                        | ×                        | ×                        | ×                        | ×                      | ×                      | ×                      | ×                      | ×                      | ×                      | •         | •                 | ×                 | •                 | •                 | •                 | 5      |
| Nepal       | ×                        | ×                        | ×                        | ×                        | ×                        | ×                      | ×                      | •                      | •                      | ×                      | •                      | •         | •                 | ×                 | •                 | •                 | •                 | 8      |
| Pakistan    | ×                        | •                        | ×                        | •                        | •                        | ×                      | ×                      | •                      | •                      | •                      | •                      | •         | •                 | •                 | •                 | •                 | •                 | 13     |
| Sri Lanka   | ×                        | ×                        | ×                        | ×                        | •                        | •                      | •                      | •                      | ×                      | ×                      | •                      | •         | •                 | ×                 | •                 | •                 | •                 | 10     |
| Tajikistan  | Một phần của Liên Xô     | Một phần của Liên Xô     | Một phần của Liên Xô     | Một phần của Liên Xô     | Một phần của Liên Xô     | Một phần của Liên Xô   | Một phần của Liên Xô   | Một phần của Liên Xô   | Một phần của Liên Xô   | Một phần của Liên Xô   | •                      | •         | •                 | ×                 | ×                 | •                 | •                 | 5      |
| Đông Timor  | Thuộc địa của Bồ Đào Nha | Thuộc địa của Bồ Đào Nha | Thuộc địa của Bồ Đào Nha | Thuộc địa của Bồ Đào Nha | Thuộc địa của Bồ Đào Nha | Một phần của Indonesia | Một phần của Indonesia | Một phần của Indonesia | Một phần của Indonesia | Một phần của Indonesia | Một phần của Indonesia | ×         | •                 | ×                 | ×                 | ×                 | •                 | 2      |